# Cetonia aurata
Cetonia aurata es un escarabajo de Europa que pertenece a la familia Scarabaeidae. Es uno de al menos dos escarabajos conocidos como "rose chafer" (o escarabajo de las rosas) por los angloparlantes, siendo el otro Macrodactylus subspinosus de Norteamérica. C. aurata se encuentra desde el sur y centro de Europa hasta la parte sur de Gran Bretaña. Es considerado una plaga en los jardines debido a que consume muchas partes de plantas ornamentales, especialmente de las rosas, de donde deriva su nombre común (rose chafer).

## Identificación
Los adultos de C. aurata miden aproximadamente 20 mm de longitud (3⁄4 de pulgada), y poseen una coloración verde metálica que a veces puede tornarse de color bronce, cobre, violeta, azul-negruzco o gris. Tienen un escutelo distintivo en forma de V y poseen varias manchas y líneas blancas en el dorso. La parte ventral del cuerpo es de color cobrizo.
Las larvas de este escarabajo tienen la forma típica de los miembros de la familia Scarabaeidae, en forma de C, con un cuerpo arrugado y pubescente, una cabeza queratinizada y tres pares de patas muy pequeños.

## Historia natural

### Ciclo de vida
Los adultos de esta especie pueden emerger en otoño, pero principalmente emergen en primavera y se aparean, después de lo cual la hembra pone los huevos en materia orgánica en descomposición y muere. Las larvas hibernan en el mismo lugar donde se alimentaron, el cual puede ser compost, estiércol y madera en descomposición, para luego convertirse en una pupa en junio o julio. La larva puede crecer muy rápidamente, y antes de finalizar otoño haber mudado dos veces. El ciclo de vida dura dos años.

### Comportamiento
Cetonia aurata es capaz de volar muy rápidamente, con sus élitros en posición de descanso, como en todos los miembros de la subfamilia Cetoniinae. Los adultos están activos entre abril y septiembre; vuelan muy torpemente y son usualmente vistos en días soleados. Se alimentan de néctar, polen, flores, brotes, hojas y frutos de diferentes plantas, en especial de rosas, compuestas y umbelíferas.

## Galería

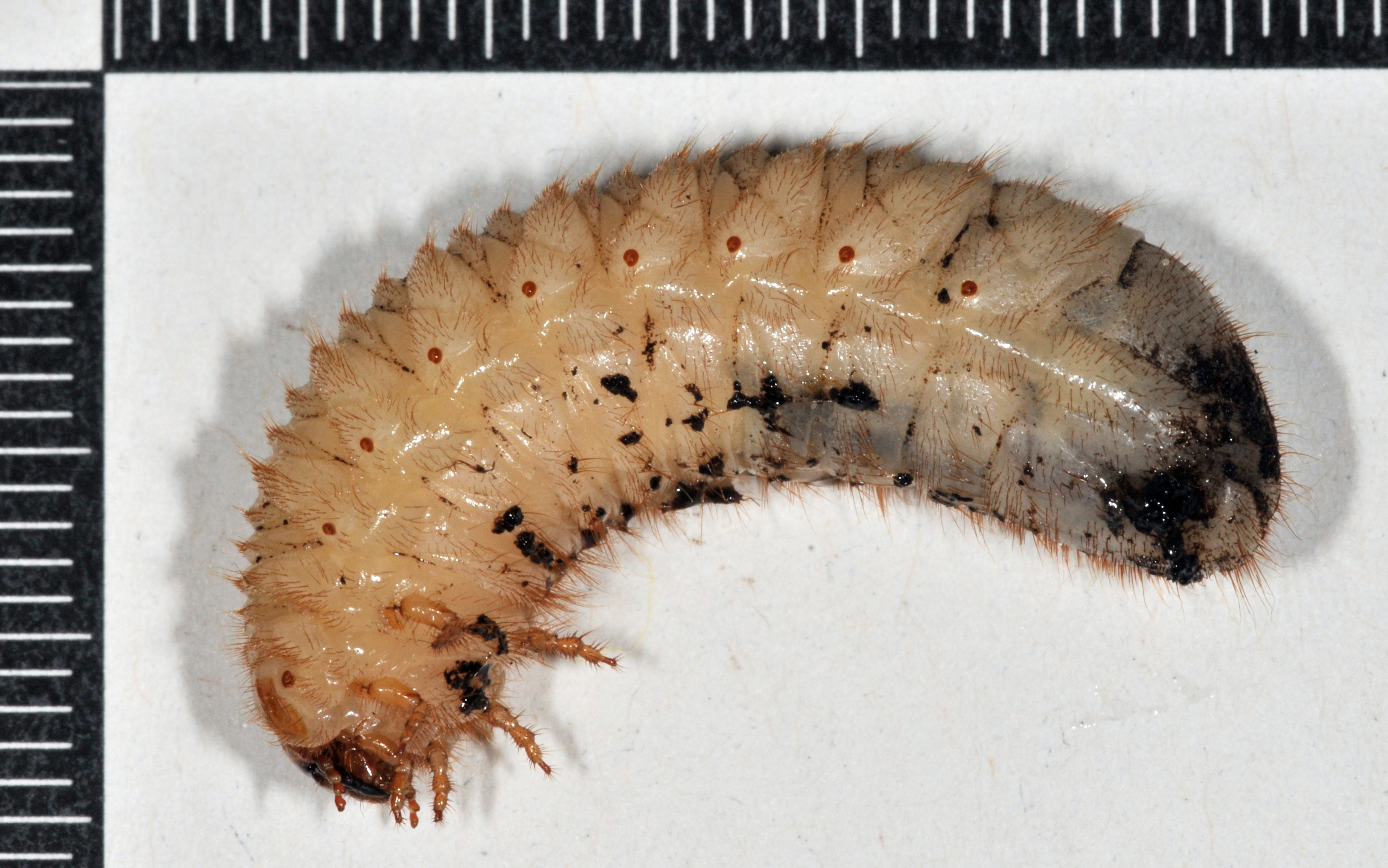
Larva.
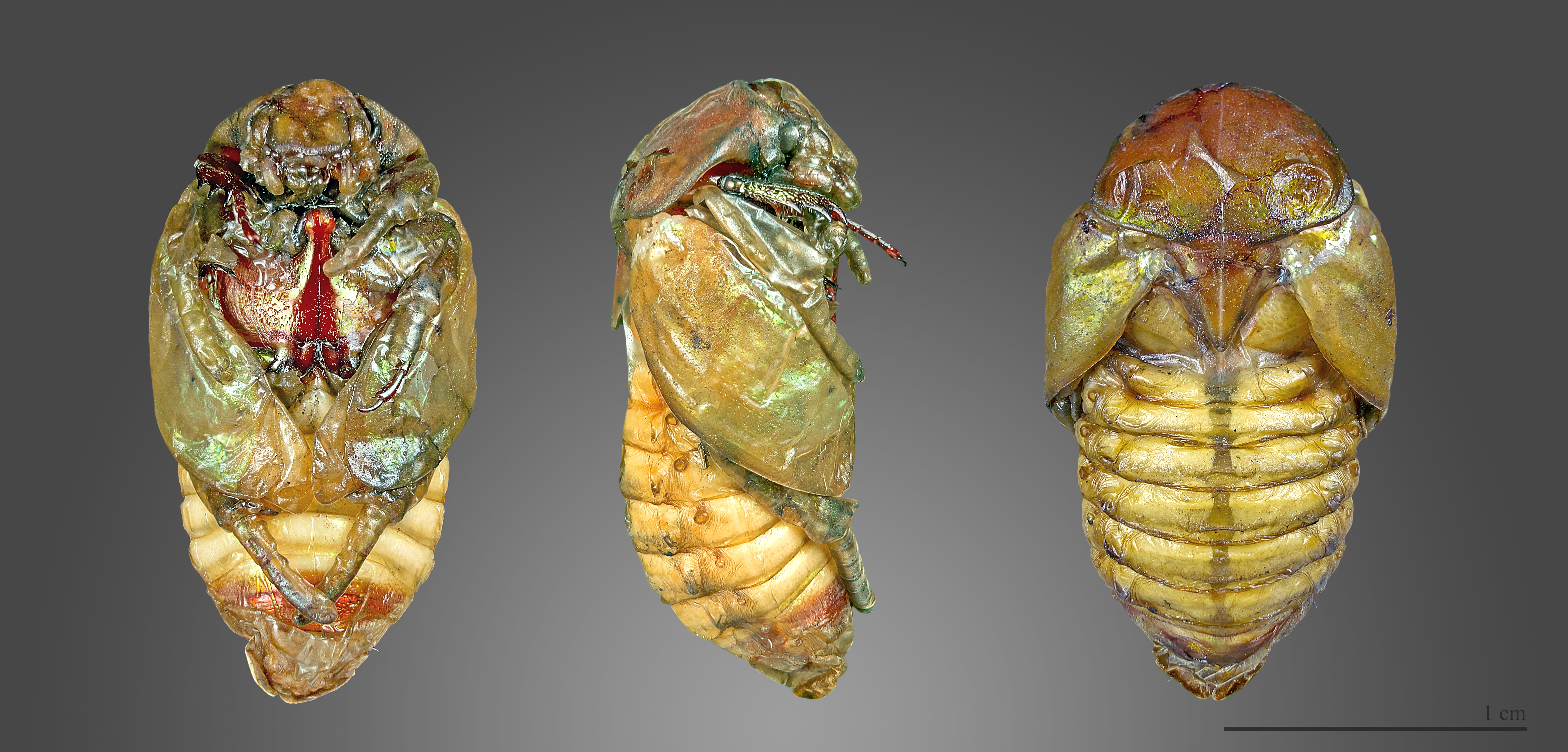
Pupa.
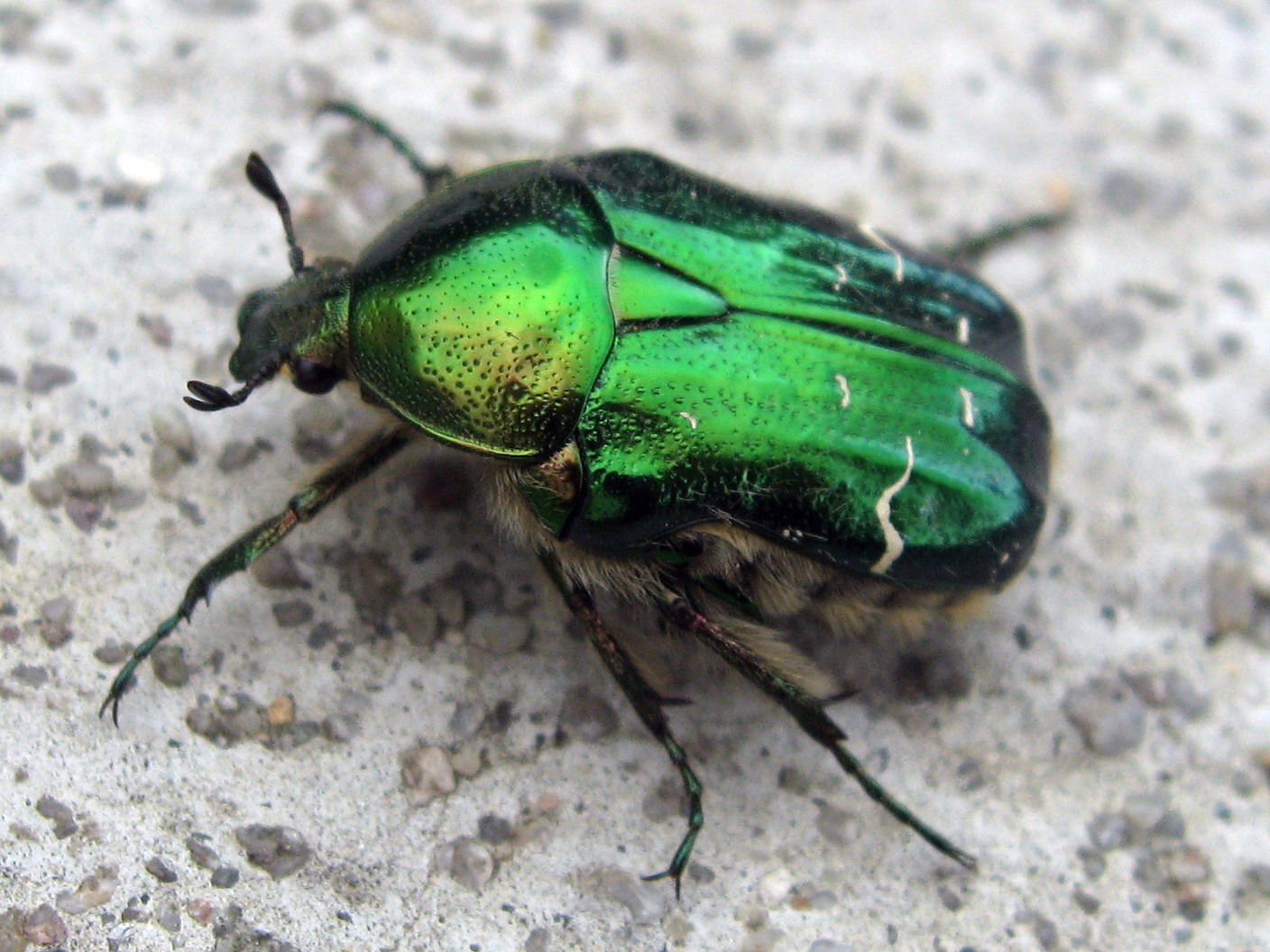
Adulto.
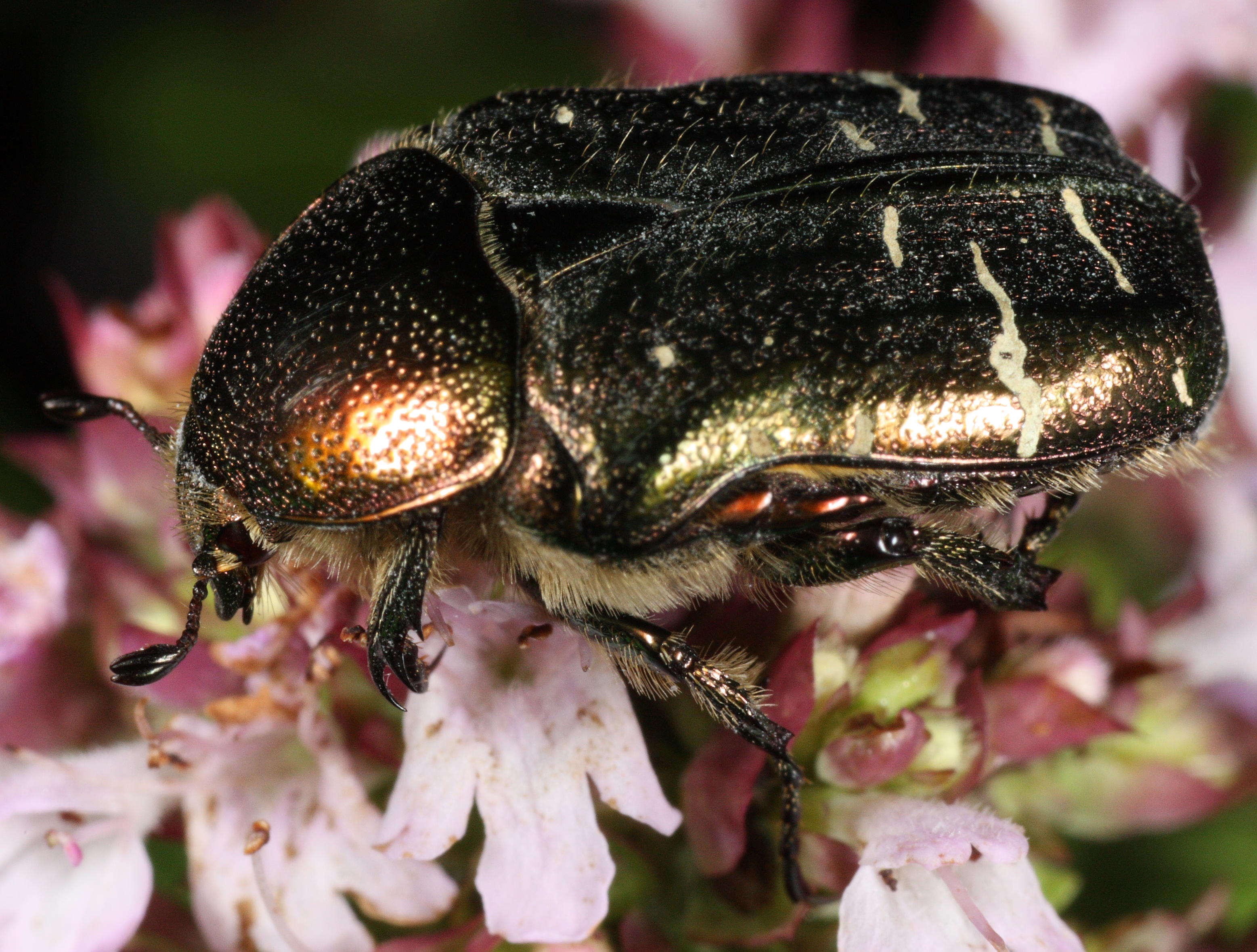
Adulto.
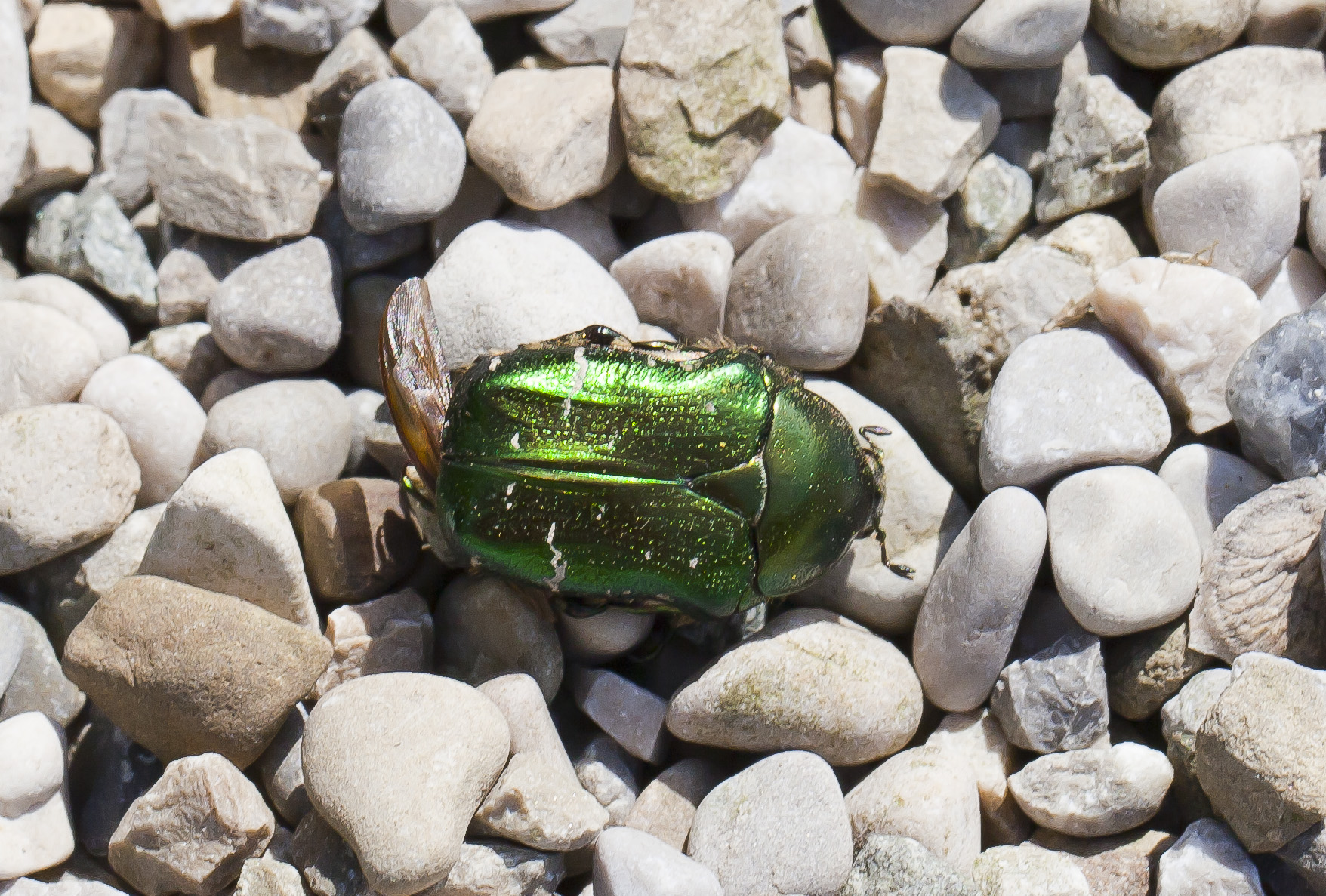
Ejemplar adulto.
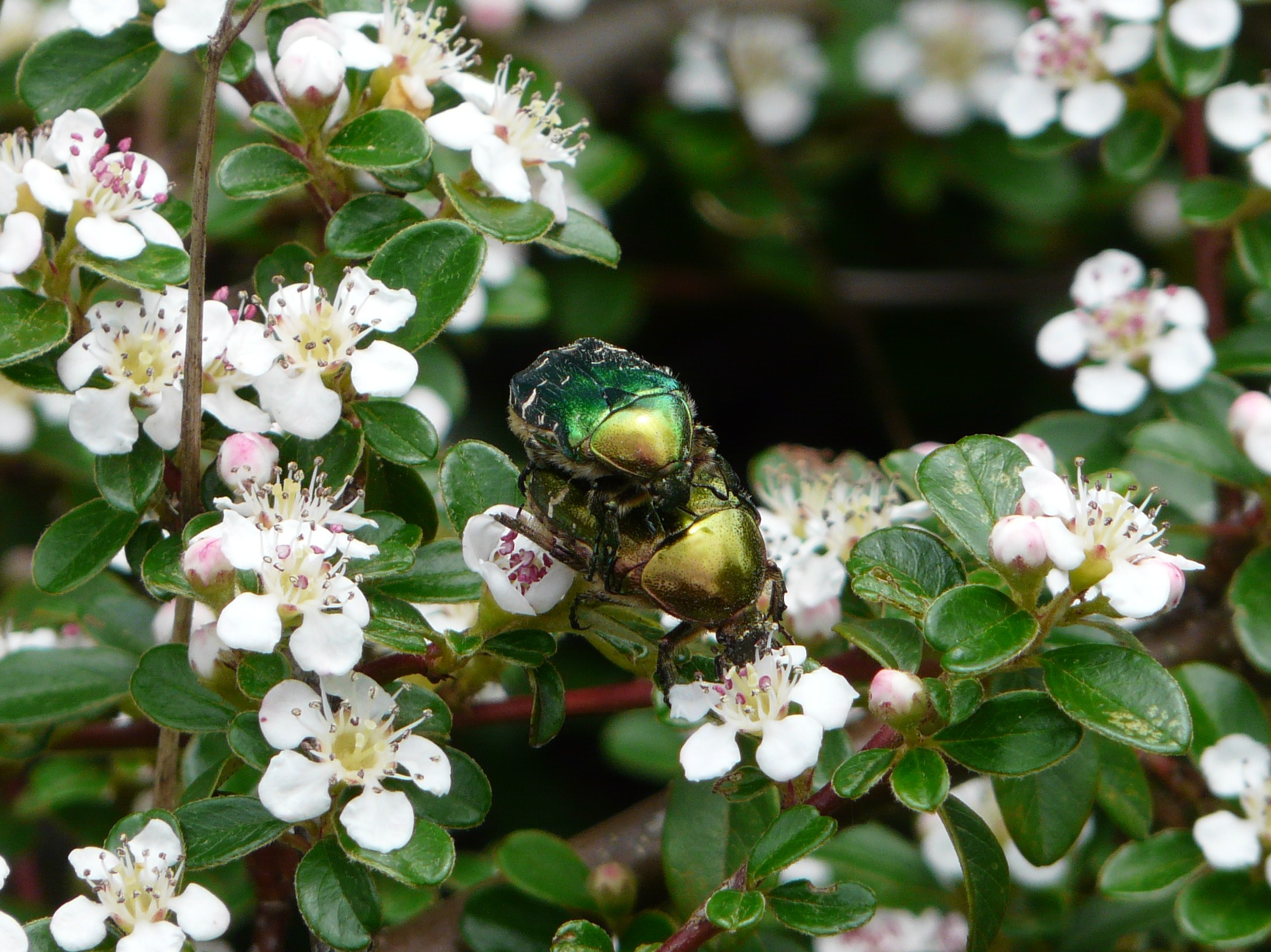
Pareja apareándose.
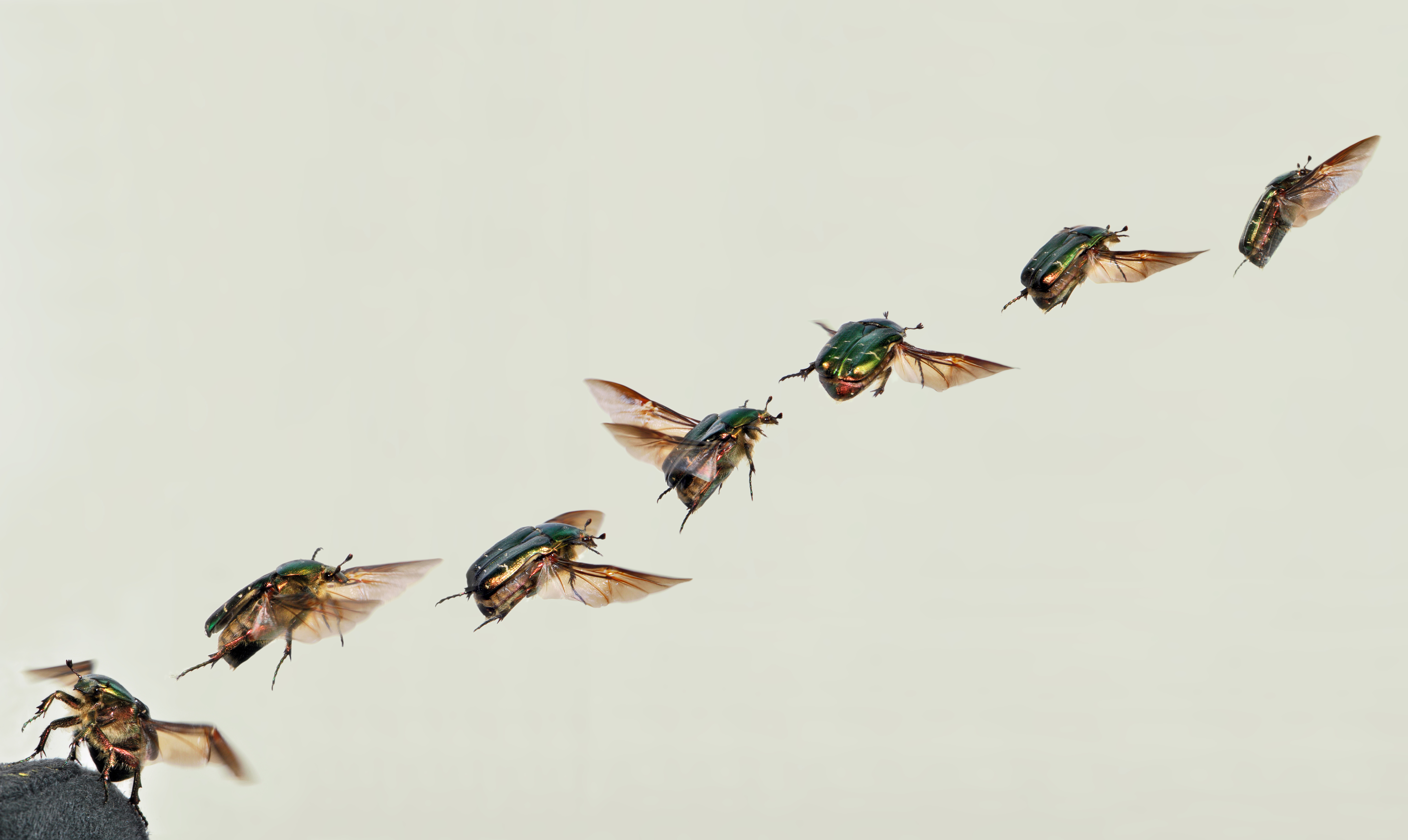
Patrón de vuelo.